# Badara Diatta
Badara Diatta (* 2. August 1969 in Ziguinchor) ist ein ehemaliger senegalesischer Fußballschiedsrichter.

## Karriere
Bereits in der Saison 2002/03 hatte er seinen ersten Einsatz bei einem Spiel der CAF Champions League, in der Saison 2002/03 kam dann auch der erste Einsatz bei einem Spiel zwischen Nationalmannschaften zustande. Sein erstes großes internationales Turnier war schließlich der Afrika-Cup 2006, bei welchem er in der Gruppe B die Partie Angola gegen die Demokratische Republik Kongo pfeifen durfte. Danach kam er auch beim Afrika-Cup 2008 sowie den Olympischen Spielen 2008 jeweils einmal zum Einsatz. Beim Afrika-Cup 2010 wurde schließlich aus einem Gruppenspiel zudem noch ein Einsatz im Spiel um Platz drei. Bei beiden Partien war hierbei Algerien die am Ende unterlegene Mannschaft.
Der Afrika-Cup 2012 wartete erneut mit einem Gruppenspiel für den Schiedsrichter auf, weiter durfte er zudem aber auch noch das Finale des Turniers zwischen Sambia und der Elfenbeinküste leiten, was seinen Karrierehöhepunkt darstellte. Sein letzter Einsatz beim Afrika-Cup war daran anschließend in der Austragung 2013, wo er diesmal sowohl zwei Gruppenspiele als auch das Viertelfinale zwischen Burkina Faso und Togo pfiff.